# Tondeuse (coiffure)
Pour les articles homonymes, voir tondeuse.
Une tondeuse est, dans le domaine de la coiffure un outil servant à couper les cheveux. Il en existe des mécaniques fonctionnant à la manière d'une paire de ciseaux et des électromécaniques. Une tondeuse a souvent un sabot, servant à ajuster la longueur de la coupe.
La tondeuse permet d'obtenir des motifs régulier et ainsi de sculpter des motifs dans les cheveux.

## Galerie

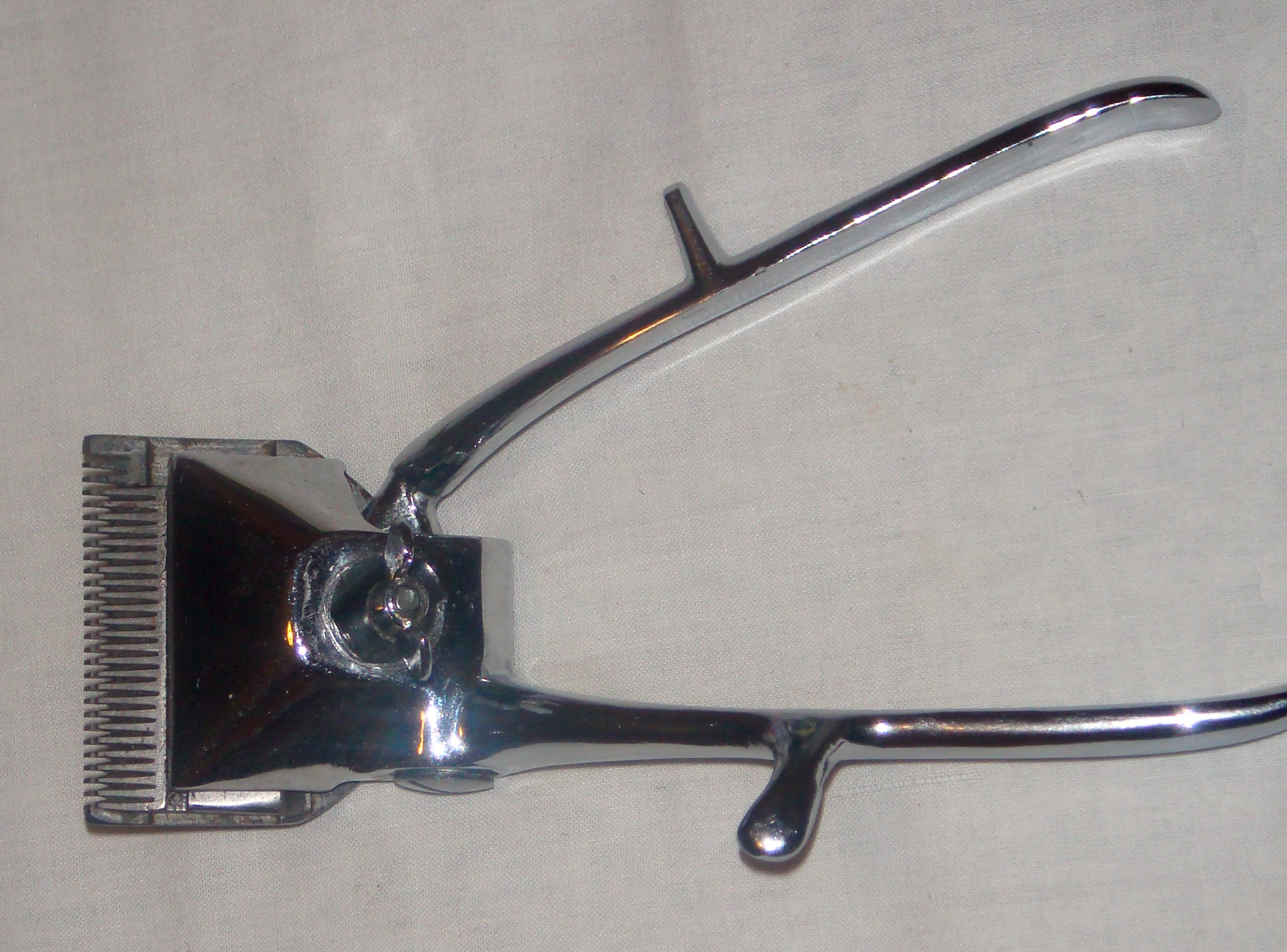
Tondeuse mécanique à main.
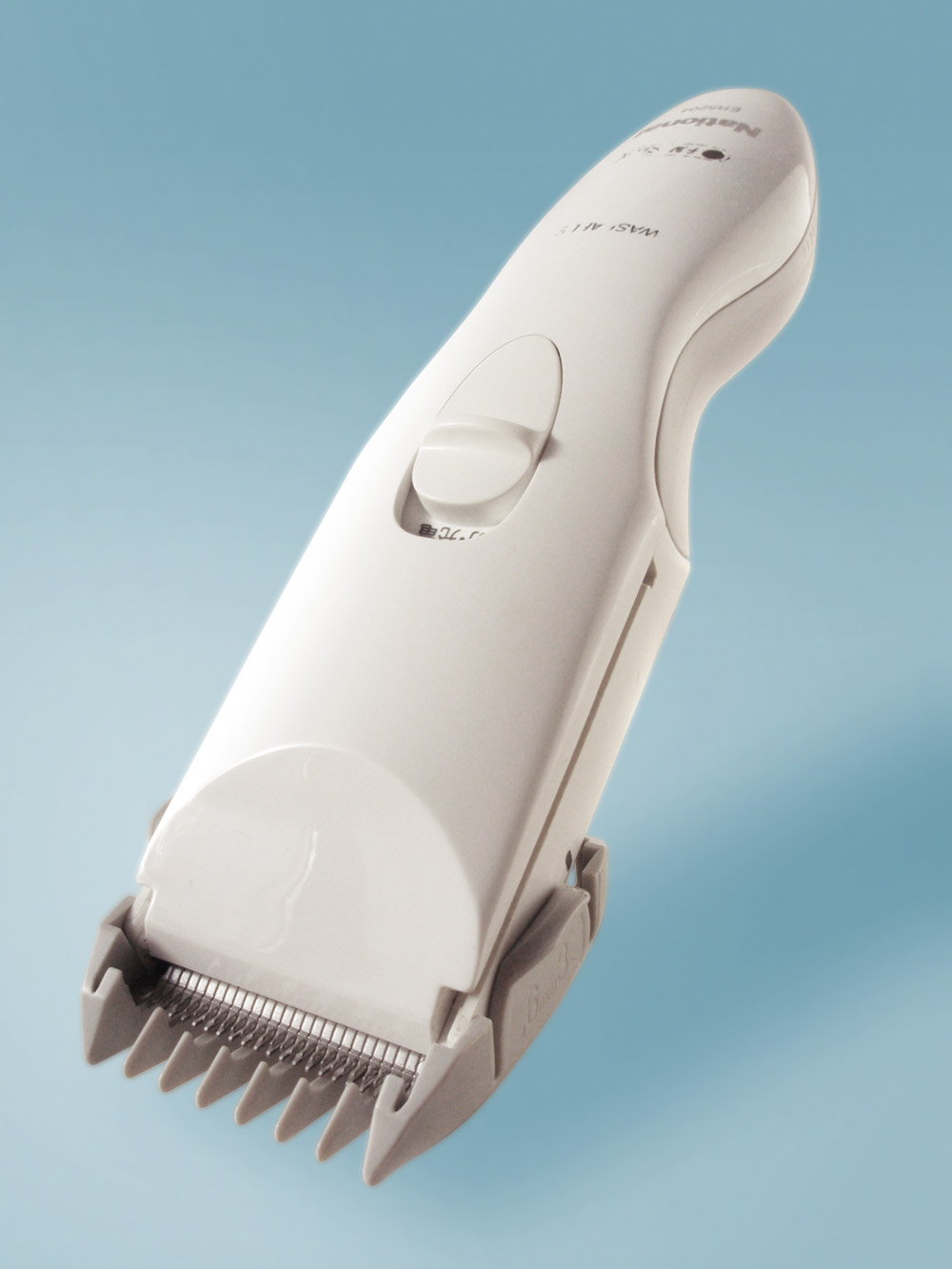
Tondeuse électrique.
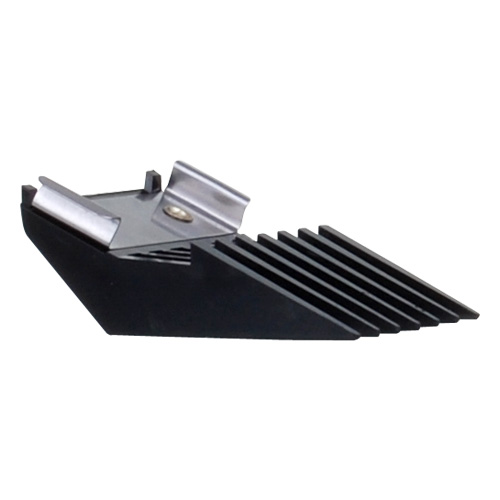
Sabot ajustant la longueur.
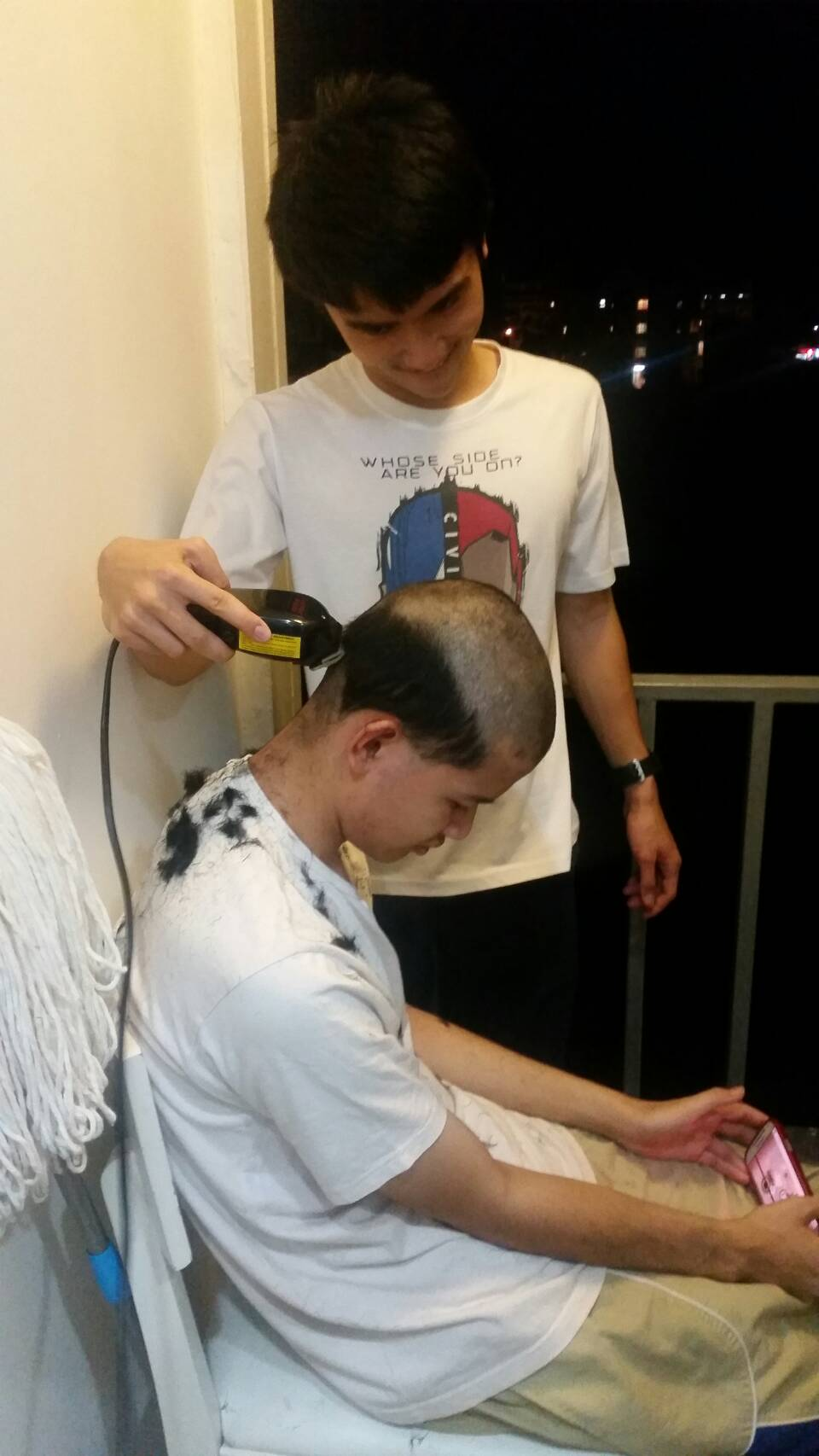
Passage d'une tondeuse.
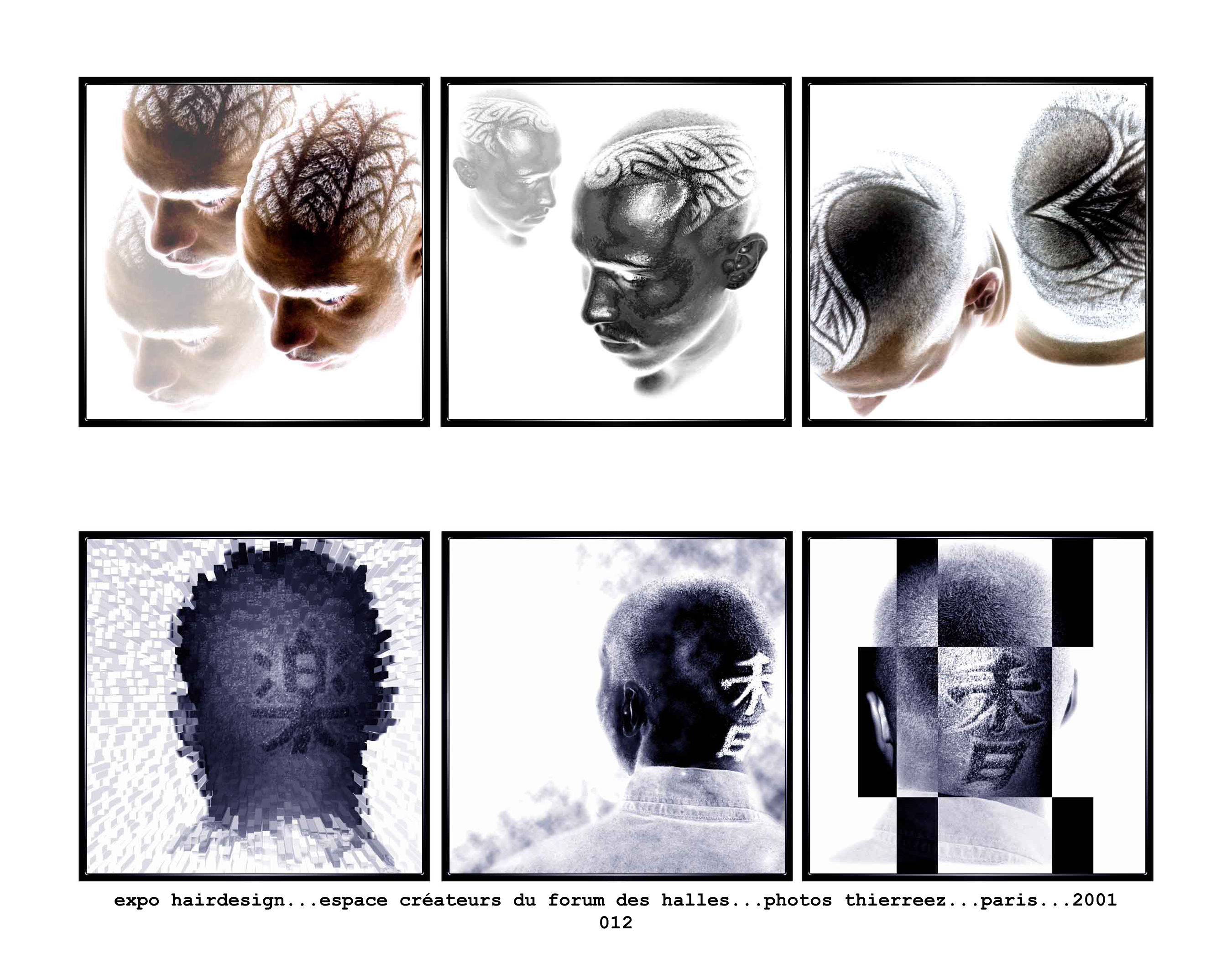
Motifs faits à la tondeuse.
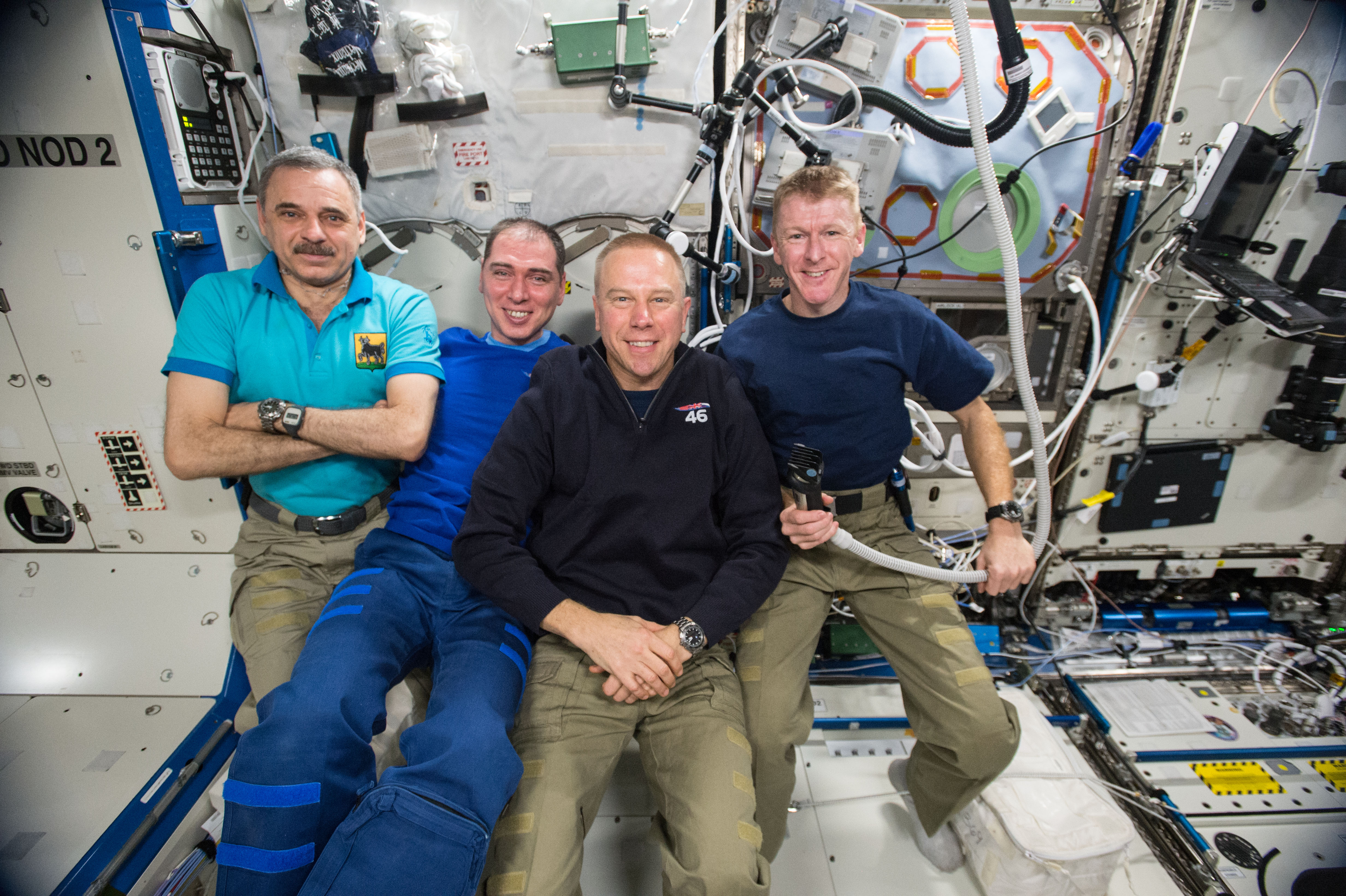
Équipage tondu et tondeuse à aspirateur dans l'ISS.